# Fotbal Club Municipal Dunărea Galați
Il Fotbal Club Municipal Dunărea Galați è stata una società calcistica rumena con sede nella città di Galați. È il risultato di una fusione avvenuta nel 1982 tra i club del F.C.M. Galați - club fondato nel 1932 e passato attraverso diverse ridenominazioni - ed il CSU Galați.

## Storia
Il club vide la luce nel 1932 come club sportivo della società ferroviaria rumena Căile Ferate Române assumendo il nome di Gloria CFR Galați. Nei primi anni il club giocò solo a livello regionale. Nel 1936 partecipò al campionato di terza divisione, la Divizia C. Dopo la promozione immediata alla Divizia B, nel 1939 raggiunse la prima promozione in massima serie, la Divizia A. Disputò a quel livello due campionati, piazzandosi sempre nelle posizioni di bassa classifica, prima che le attività sportive fosse interrotte per la Seconda guerra mondiale.
Alla ripresa dopo la guerra nel 1946, il Gloria fu ammesso al campionato di Divizia B, poiché nell'ultimo campionato prima della guerra si classificò al penultimo posto, ovvero in zona retrocessione. Negli anni seguenti, il club non riuscì a tornare ai livelli degli anni trenta e giocò diversi campionati nella zona salvezza della seconda serie.
Dopo due cambi di nome - nel 1948 divenne CFR Galați, nel 1949 Locomotiva Galați - nel 1951 retrocesse dalla Divizia B alla categoria inferiore. Negli anni successivi prese parte a campionati di livello regionale - cambiando peraltro nome altre due volte nel 1957 di nuovo Gloria CFR Galați e nel 1958 CSM Galați.
A metà degli anni sessanta il club riprese il nome di Gloria CFR Galați e nel 1966 centrò l'accesso alla Divizia C. Dopo quattro anni di prestazioni altalenanti, avviene la fusione con i concittadini dell'Oțelul Galați. La nuova squadra prende il nome di FC Galați e partecipa alla Divizia B. Già nel 1972, l'Oțelul rompe l'unione andando a fondersi con il Dacia Galați, militante in terza divisione, riprendendosi il nome originale.
Negli anni successivi il club lotta per la promozione in Divizia A, che arriva nel 1974. Nel 1976 cambia di nuovo nome, divenendo FCM Galați. La fine degli anni settanta fu caratterizzato da ripetuti saliscendi tra Divizia A e B, fino al 1980, quando il club riuscì a centrare la salvezza in massima serie. Retrocesse però l'anno dopo.
Nel 1982 avvenne una nuova fusione, con il CSU Galați, che portò alla formazione del club Dunărea CSU Galați. Questa unione portò ad una nuova promozione in Divizia A nel 1983. Il Dunărea giocò così la sua ultima stagione in massima serie nel 1983-84, piazzandosi all'ultimo posto e retrocedendo. Dopo due anni di Divizia B, nel 1986 il club scese ulteriormente, finendo in Divizia C.
Nel 1988 la squadra riprese l'antico nome di Gloria CFR Galați; nel 1990 ritrovò anche la promozione in Divizia B. Dopo una promozione in Divizia A sfiorata nel 1992, il club non raggiunse più i fasti del passato, finendo in terza serie nel 2000. Il club, che nel frattempo aveva cambiato nuovamente denominazione adottando FCM Dunărea Galați (per un breve tempo durante la stagione 1994-95 si chiamò Constant CFR Galați), nel 2004 ritrovò la promozione in Divizia B, ora Liga II, dove continua a militare da quell'anno.

### CSU Galați
CSU Galați fu una squadra di calcio fondata nell'anno 1956, facente parte di un club polisportivo la cui fondazione risaliva al 1953.
Il miglior risultato del club fu la partecipazione alla finale della Coppa di Romania nella stagione 1975-1976. Quell'anno, pur militando in Divizia B, arrivò all'atto conclusivo affrontando il più quotato Steaua Bucarest, che si impose 1-0.
Lo Steaua vinse anche il campionato nella stessa stagione, acquisendo il diritto a partecipare alla successiva Coppa dei Campioni. Il CSU ebbe così modo di accedere alla Coppa delle Coppe 1976-1977, dove incontrò i portoghesi del Boavista. Una doppia sconfitta (2-3 in casa, 0-2 in trasferta) interruppe subito l'avventura europea.
Il CSU non giocò mai in massima serie. Nel 1982 si fuse con il FCM Galați, dando vita al Dunărea CSU.

## Palmarès

### Competizioni nazionali
- Liga II: 4

1973–1974, 1975–1976, 1978–1979, 1982–1983
- Liga III: 2

1989–1990, 2003–2004
- Liga IV: 1

1992-1993

### Altri piazzamenti
- Coppa di Romania:

Finalista: 1975-1976

## CSU Galați nelle Coppe Europee
| Stagione | Competizione      | Turno    | Nazione               | Avversario | Andata | Ritorno | Totale |
| -------- | ----------------- | -------- | --------------------- | ---------- | ------ | ------- | ------ |
| 1976-77  | Coppa delle Coppe | 1º turno | Portogallo (bandiera) | Boavista   | 2-3    | 0-2     | 2-5    |

In grassetto le gare casalinghe.